# Conflict Zone
Conflict Zone (anciennement Peacemakers) est un jeu de stratégie en temps réel en trois dimensions sorti sur PC, Dreamcast et PlayStation 2, développé par MASA Group, et édité par Ubisoft en mai 2001.

## Scénario
En 2010, dans un contexte géopolitique particulier où l'ICP (International Corps for Peace), un organisme de médiation succédant à l'ONU et l'OTAN ayant pour but le maintien de la paix dans le monde, doit faire face à la menace croissante du GHOST, groupement secret de grande multinationales et de pays indépendants hostiles à l'ICP, semant le trouble dans diverses régions du monde. Conflict Zone propose de jouer chacun des deux camps.

## Système de jeu
La gestion des ressources du jeu est particulière : elle est fondée sur des crédits envoyés en continu par l'état-major de chaque camp suivant les résultats donnés par le joueur, et par une cote de popularité permettant l'accès à des technologies supérieures. La popularité est déterminée par les actions du joueur envers les populations civiles. L'ICP devra rapatrier et protéger des civils, tandis que le GHOST devra faire en sorte que l'ICP soit discrédité en envoyant des cadreurs filmer les bavures du camp adverse, pour gagner en popularité.
Bien qu'il puisse se jouer à la manière de Command and Conquer (en gérant les ressources et les unités soi-même), Conflict Zone est axé principalement sur une gestion plus globale des combats en déléguant des unités et des crédits à des commandants aux ordres du joueur puis en leur affectant une mission spécifique parmi l'attaque ou la défense d'une position, le développement d'une base ou le sauvetage de civils. Chacun des commandants est spécialisé plus particulièrement dans une de ces tâches, et possède sa propre manière de gérer les choses (agressivité, prudence, ruse, etc.).

## DirectIA
Le jeu est une démonstration de la technologie DirectIA, le moteur d'intelligence artificielle décisionnelle de MASA Group. Chaque unité possède sa propre expérience et son propre comportement. Les commandants aux ordres du joueur peuvent également revoir leurs tactiques en fonction du joueur et de la façon de mener sa mission.

## Accueil
| Conflict Zone         |      |       |
| Média                 | Pays | Notes |
| Computer Gaming World | US   | 1.5/5 |
| Gamekult              | FR   | 7/10  |
| GameSpot              | US   | 44 %  |
| Gen4                  | FR   | 13/20 |
| Jeuxvideo.com         | FR   | 16/20 |
| Joystick              | FR   | 89 %  |
| PC Zone               | UK   | 70 %  |

## Référence
1. ↑  
Ackboo, « Peacemakers », Joystick, no 117,‎ juillet-août 2000, p. 168-172 (ISSN 1145-4806).
2. ↑  
(en) John Fletcher, « Conflict Zone », Computer Gaming World, no 212,‎ mars 2002, p. 92 (ISSN 0744-6667).
3. ↑  
David Le Roux, « Test : Conflict Zone », sur Gamekult, 31 mai 2001.
4. ↑  
(en) Craig Beers, « Conflict Zone Review », sur GameSpot, 15 novembre 2001.
5. ↑  
Rémy Goavec, « Zone cérébrale : Conflict Zone », Gen4, no 146,‎ juin 2001, p. 92-95 (ISSN 1624-1088).
6. ↑  
Romendil, « Test : Conflict Zone », sur Jeuxvideo.com, 30 mai 2001.
7. ↑  
Ackboo, « Conflict Zone », Joystick, no 127,‎ juin 2001, p. 74-79 (ISSN 1145-4806).
8. ↑  
(en) Rhianna Pratchett, « Conflict Zone », PC Zone, no 104,‎ juillet 2001, p. 75 (ISSN 0967-8220).